# Кранц, Генрих Иоганн Непомук фон
Генрих Иоганн Непомук фон Кранц (нем. Heinrich Johann Nepomuk Edler von Crantz; 25 ноября 1722, Люксембург — 18 января 1797, Юденбург, Штирия) — австрийский врач и ботаник.

## Биография
Был профессором в Венском университете (стал доктором медицины в 1750 году); изучал вопросы акушерства вместе с Андре Левре и Николасом Пюзо (фр. Nicolas Puzos) в Париже, а также в Лондоне. Предложил применять более совершенные приёмы гигиены при родах.
ЭСБЕ сообщает, что он был изгнан Марией Терезией в Карниолию, где занялся металлургией, а затем был возвращён из ссылки Иосифом II.
Подробный некролог Кранца был написан Нейльрейхом («Verhandlungen der Zool.-bot. Gessellsch.», V, 33).